# Heinrich Tillmann
Heinrich Tillmann (* 10. Oktober 1867 in Bremen; † 1. Februar 1959 in Bremen) war ein deutscher Bauingenieur, der als Oberbaudirektor in der Freien Hansestadt Bremen wirkte.

## Biografie
Tillmann wurde als Sohn eines Kaufmanns in Bremen-Gröpelingen geboren. Der Vater handelte in Bremen und in den Vereinigten Staaten, so dass der Sohn auch viele Jahre in San Francisco verbrachte. Er besuchte das Alte Gymnasium in Bremen und studierte Bauingenieurwesen an der Technischen Hochschule München, an der Technischen Hochschule Darmstadt und an der Technischen Hochschule (Berlin-)Charlottenburg.
Seit 1893 arbeitete Tillmann als Ingenieur bei der Abteilung Straßenbau der Baudeputation in Bremen. Von 1893 bis 1895 war er am Bau der Großen Weserbrücke beteiligt. 1898 wechselte er zur Bauinspektion der Freihäfen in Bremen und wirkte bei Maßnahmen zur Erweiterung des Holzhafens und des Überseehafens mit. 1903 ging er zur Bauinspektion für die Häfen in Bremerhaven und war dort für die Hafenerweiterung zuständig. 1903 übertrug man ihm die Leitung zum Bau des Industrie- und Handelshafen sowie die Erweiterung des Hafens II in Bremen.
1912 wurde Tillmann zum Baumeister und 1913 zum Staatsbaurat ernannt. Er war beteiligt beim Bau der Getreideanlage in Bremen. 1920 erhielt er die Beförderung zum Hafenbaudirektor und 1922 die zum Oberbaudirektor für den Strom- und Hafenbau. Er leitete nun die Hafenbautätigkeiten in Bremen und Bremerhaven, so auch den Bau der Bananenumschlagsanlage, der Columbuskaje (1920er Jahre), des ersten Columbusbahnhofs (auch Bahnhof am Meer genannt) und der Nordschleuse (1927–1931) in Bremerhaven. Seine frühen Planungen für Hafenanlagen in Bremen links der Weser wurden noch nicht verwirklicht. Mit diesen Neustädter Häfen konnte erst in den 1950er Jahren begonnen werden.
1933 trat Tillmann in den Ruhestand.

### Ehrungen
- 1929 wurde er als Mitglied der Preußischen Akademie des Bauwesens in Berlin berufen.
- 1931 verlieh ihm die Technische Hochschule Hannover die Ehrendoktorwürde als Dr.-Ing. E.h.
- Die Tillmannstraße in Bremen-Gröpelingen wurde nach ihm benannt.